# برينيول
برينيول، (بالفرنسية: Brignoles)‏، (نطق:bʁiɲɔl)، (الأوكيتانية: Brinhòla)، هي بلدية فرنسية في إقليم فار، في [[منطقة إقليم ألب كوت دازور]]، في جنوب فرنسا. إنها مقاطعة فرعية للإدارة.

## توأمة
لبريجنول اتفاقيات توأمة مع كل من:
- غروس-غيراو
- تيلت [الإنجليزية]‏
- برونيك
- Szamotuły [الإنجليزية]‏

## أعلام
- مارغريت بروفانس
- فيكتور نيكولا
- جان جاك مارسيل
- جان بابتيست مونييه
- أنطوان ألبالات